# Pate (ø)
for madpålæggen paté - se denne
Pate er en ø i øgruppen Lamu i Det Indiske Ocean. Øen tilhører distriktet Lamu i provinsen Kystprovinsen i Kenya og ligger nær grænsen til Somalia. Når tidevandet er højt, deles øen i to dele af et sund, der er tørlagt ved lavvande. Faza er i dag øens største by. 
2°06′S 41°03′Ø / 2.100°S 41.050°Ø